# Kōstas Gontikas
Kōnstantinos Gontikas, detto Kōstas (in greco Κωνσταντίνος Γόντικας?; Amarousio, 15 marzo 1994), è un cestista greco.

## Palmarès
- Campionato greco: 1

Panathinaikos: 2016-17
- Coppa di Grecia: 1

Panathinaikos: 2016-17